# Закон Конвея
Закон Конвея (англ. Conway's law) — приказка названа на честь програміста Мелвіна Конвея, який впровадив цю ідею в 1967. Вона стверджує:
«Будь-яка організація що проєктує системи, створить дизайн зі структурою, яка буде копією структури комунікації в компанії»
Оригінальний текст (англ.)
"Any organization that designs a system (defined broadly) will produce a design whose structure is a copy of the organization's communication structure."— M. Conway
Закон базується на роздумах про те що для того щоб модуль програми міг функціонувати, різні автори мають часто спілкуватися один з одним. Таким чином, структура інтерфейсів системи відображатиме соціальні межі організації яка створила її, комунікація через які ускладнена. Закон Конвея задумувався як дійсне соціологічне спостереження, проте іноді використовується в гумористичному контексті. Його нарекли законом Конвея учасники 1968 Національного симпозіуму модульного програмування (англ. National Symposium on Modular Programming).

## Зноски
1. ↑  Conway's Law. www.melconway.com. Архів оригіналу за 28 листопада 2015. Процитовано 8 жовтня 2018.
2. ↑  Conway, Melvin E. (April 1968), How do Committees Invent?, Datamation, 14 (5): 28—31, архів оригіналу за 18 березня 2015, процитовано 10 квітня 2015
3. ↑  Yourdon, E. N., and Constantine, L. L. Structured Design (Prentice Hall, 1978), p. 400